# 张越 (1961年8月)
张越（1961年8月—），男，中华人民共和国外交官，曾任中华人民共和国驻利比里亚共和国特命全权大使和中华人民共和国驻慕尼黑总领事。

## 生平
1985年，进入中华人民共和国外交部工作，先后在外交部国际司、常驻联合国维也纳办事处和其他国际组织代表团任职。1998年，挂职河北省徐水县副县长。1999年，回外交部国际司任职。2002年，任常驻世贸组织代表团参赞。2006年，任外交部国际司参赞。2010年，任驻印度大使馆公使衔参赞。2012年，出任常驻联合国亚洲及太平洋经济社会委员会代表。2014年1月，出任中华人民共和国驻利比里亚大使。2018年，自駐利比里亞大使離任，任外交部国际司大使。2019年1月，出任中华人民共和国驻慕尼黑总领事。2021年8月，自驻慕尼黑总领事离任。

## 家庭
已婚，有一女。